# Strijkkwartet nr. 4 (Norgard)
Per Nørgård voltooide zijn Strijkkwartet nr. 4 Kvartet i 3 sfærer gedurende 1969.
Het strijkkwartet volgde 10 jaar na de voltooiing van zijn derde strijkkwartet en de componist heeft zijn eigen stijl inmiddels gevonden. Het kwartet verschilt hemelsbreed van zijn voorganger. De componist werkte in zijn vierde een aantal nieuwe ideeën uit, waarbij de haast constante dissonantie als eerste opvalt. De muziek is als het ware een palet van muzikale ideeën en ideetjes geworden. Dan weer klinkt het kwartet nerveus en gespannen, dan weer zijn er lange statisch lijnen. De componist gaf als toelichting dat het eigenlijk een triple-strijkkwartet is; tijdens uitvoeringen worden in aanvulling op het “levende” strijkkwartet twee andere van tevoren opgenomen strijkkwartetten afgespeeld; één dat dichtbij klinkt en één dat veraf klinkt, vandaar de bijtitel. Het tempo van dit eendelige werk is langzaam, van Andante tot Lento. Voorheen had het de Engelse bijtitel: Dreamscape (droomlandschap).

## Discografie en bronnen
- Uitgave Kontrapunkt: Kontra Kwartet (niet meer verkrijgbaar)
- Edition Wilhelm Hansen